# Tiramisu
A tiramisu (olaszul: tiramisù, tirameˈsu) olasz desszert, amely az eredeti recept szerint az alábbiakból készül: babapiskóta, tojássárgája, feketekávé, mascarpone sajt, cukor, és kakaópor. A tirami sù olasz kifejezés átvitt értelmű jelentése „dobj fel”, ami a két koffeintartalmú összetevőre utal: a presszókávéra és a kakaóra. Az eredeti receptben nincs tojásfehérje vagy alkohol.

## Története
A Veneto tartománybeli Trevisóban 1969 decemberében a Le Beccherie étterem tulajdonosa, Ado Campeol (1928–2021) feleségével, Alba di Pillo-val és Roberto Linguanottodas séffel alkotta meg az első tiramisut.  Az étterem étlapján 1972-ben jelent meg először.

## Elkészítése
Hozzávalók:
- 4 nagyon friss tojás
- 3 csomag vaníliás cukor
- 3 evőkanál kristálycukor
- 50 dkg mascarpone
- kb.40 db babapiskóta
  - a piskóta áztatásához: 3 dl erős feketekávé
  - 7-8 evőkanál kristálycukor és egy kupica konyak
    - a tetejére:2-3 evőkanál cukrozatlan kakaópor

A babapiskótát rövid időre beáztatjuk a lehűlt kávéba. Ezt követően mascarpone sajtból, tojássárgájából, cukorból készült „zabaglione” nevű krémbe tesszük. A tetejét megszórjuk kakaóporral. Hűtőszekrényben körülbelül hat órán keresztül állni hagyjuk.
Elkészítési ideje: 30 perc

## A népszerű desszert
Ez az édesség viszonylag újnak számít, csak az 1980-as évek közepén terjedt el. A tiramisu ma már nem csak az olasz, de mindenféle éttermek egyik legnépszerűbb desszertjévé vált.

## Változatai
A recept különféle változatokban létezik, így torta, puding és egyéb desszertfélék is készülnek a kávé ízesítésű tejsodóból.
- Tiramisu torta
- Nutellás tiramisu
- Tiramisu fagylalt
- Tiramisu tojás nélkül
- Gyümölcsös tiramisu
- Piña Colada tiramisu
- Hamis tiramisu (mascarpone helyett más krémmel)